# 茅索水蛙
茅索水蛙（学名：Hylarana maosonensis），一种分布于老挝、越南和中国云南、广西等地区的两栖动物，隶属于蛙科水蛙属。

## 形态特征
茅索水蛙雄蛙体长37毫米左右，雌蛙体长51.8毫米左右。身体背面皮肤较粗糙，一般呈棕色、灰棕和浅褐色，具有模糊的褐色斑点；体侧上部多为棕色，向下逐渐过渡为黄白色，有明显的黑色斑点；四肢背面灰棕色有浅褐色横纹；身体腹面为黄白色，咽喉后部有一对深色斑。